# Franz von Dyrnhard
Franz von Dyrnhard, auch: Franz Christoph von Dyrnhard  (* 22. Juli 1691 in Salzburg; † 7. Juni 1751 in Niederaltaich), war ein Benediktiner und von 1746 bis 1751 Abt der Abtei Niederaltaich.
Der bei seiner Wahl bereits 55-jährige Franz von Dyrnhard hatte 1711 in Niederaltaich die Profess abgelegt und anschließend an der Benediktineruniversität Salzburg studiert, bevor er 1716  die Priesterweihe empfing. In der schwierigen Zeit des Österreichischen Erbfolgekriegs leitete er von 1740 bis 1746 als Propst das Kloster Rinchnach, bevor er zum Abt von Niederaltaich gewählt wurde. Hier galt es in seinem nur fünfjährigen Abbatiat die Kriegsfolgen zu beheben. So stellte er die Frauenbergkirche in Hengersberg und die Kirche in Thundorf wieder her. In der Niederaltaicher Klosterkirche musste er den einsturzgefährdeten Musikchor abtragen und neu aufbauen lassen.
Bei allen Schwierigkeiten seiner Zeit, durch die sich die bestehende Schuldenlast seines Klosters noch vergrößerte, widmete sich Franz von Dyrnhard der Pflege von Musik und Wissenschaften. Die eintretenden Mönche erhielten ihre Ausbildung an der Universität Salzburg, wo er selbst noch an den akademischen Sitzungen teilnahm, und auch den Bestand der Klosterbibliothek vermochte er weiter auszubauen.